# Condado de Bergen
O Condado de Bergen (em inglês:  Bergen County) é um dos 21 condados do estado americano de Nova Jersey. A sede e maior cidade do condado é Hackensack. Foi fundado em 1683.
O condado possui uma área de 639 km², dos quais 603 km² estão cobertos por terra e 35 km² por água, uma população de 955 732 habitantes, e uma densidade populacional de 1 496 hab/km² (segundo o censo nacional de 2020). É o condado mais populoso de Nova Jersey.